# Franco Colturi
Franco Colturi (Bormio, 26 gennaio 1970) è un ex sciatore alpino italiano.

## Biografia
Specialista delle prove veloci fratello di Luigi, anche lui sciatore alpino, debuttò in campo internazionale in occasione dei Mondiali juniores di Madonna di Campiglio 1988; in Coppa del Mondo ottenne il primo risultato di rilievo l'11 gennaio 1992 nella discesa libera della Kandahar di Garmisch-Partenkirchen (22º) e il miglior piazzamento in carriera il 17 gennaio successivo: 9º nella discesa libera della Streif di Kitzbühel. Nello stesso anno prese anche parte, con i colori della nazionale italiana, ai XVI Giochi olimpici invernali di Albertville 1992, sua unica presenza olimpica, classificandosi 10º nella discesa libera e 31º nella combinata; la sua ultima gara in Coppa del Mondo fu la discesa libera disputata a Chamonix il 29 gennaio 1994, chiusa da Colturi al 42º posto. Non ottenne piazzamenti ai Campionati mondiali.

## Palmarès

### Coppa del Mondo
- Miglior piazzamento in classifica generale: 90º nel 1992